# 日本スナック・シリアルフーズ協会
日本スナック・シリアルフーズ協会（にほんスナック・シリアルフーズきょうかい、英文名称JAPAN SNACK CEREAL FOODS ASSOCIATION）はスナック菓子、シリアル食品の製造者の団体。

## 沿革
- 1969年3月 - 全国小麦あられ協会設立
- 1974年8月 - 日本ポテトチップ協会設立
- 1986年6月 - 日本コーンフーズ協会設立
- 2004年9月22日 - 日本ポテトチップ協会と日本コーンフーズ協会が合併して日本スナック・シリアルフーズ協会が発足
- 2005年6月2日 - 全国小麦あられ協会を合併

## 会員
- 江崎グリコ
- カルビー
- カルビーポテト
- 菊水堂
- 菊屋
- 板金製菓
- ジャパンフリトレー
- 東ハト
- 南国製菓
- 日清シスコ
- 日本ケロッグ
- 日本食品製造
- ハウス食品
- 深川油脂工業
- 湖池屋
- 北海道フーズ
- 明治
- 森永スナック
- 森永製菓
- ヤマザキビスケット
- 山芳製菓

他、賛助会員25社